# 기호품
기호품(嗜好品)은 독특한 향미가 있어 때로는 흥분 효과를 내는 물품이다. 이것으로 술, 담배, 커피 등이 있다. 기호료(嗜好料)나 기호물(嗜好物)이라고도 불린다. 대개 건강에 도움이 되지 않으며 더 나아가 중독의 위험이 있고 다량 섭취 시 위독해지거나 수명이 단축될 수 있다. 장난감, 보석, 골동품과 같이 취미로 즐기거나 좋아하는 물품을 가리키기도 한다.
기호식품(嗜好食品)은 사전에서 인간의 몸에 필요한 영양소가 들어 있지는 않지만, 독특한 향기나 맛이 있어 즐기고 좋아하는 식품이라고 정의된다. 하지만 꼭 영양소가 없는 것만은 아니다. 대표적인 기호식품으로는 술, 청량 음료, 차, 커피, 코코아, 사탕, 초콜릿, 과자 등이 있다.